# Жагренков, Иван Михайлович
Иван Михайлович Жагренков (1923—1944) — командир отделения 201-го гвардейского стрелкового полка 67-й гвардейской стрелковой дивизии 6-й гвардейской армии 1-го Прибалтийского фронта, Герой Советского Союза.

## Биография
Родился 10 ноября 1923 года в деревне Полово (ныне Пеновского района Тверской области) в семье крестьянина.
Окончил неполную среднюю школу, после чего работал шофёром в совхозе.
В феврале 1942 года призван в ряды Красной Армии. В боях Великой Отечественной войны с марта 1942 года. Воевал на 1-м Прибалтийском фронте.
23 июня 1944 года в бою за деревню Орехи Шумилинского района Витебской области с группой бойцов первым ворвался в траншею противника и уничтожил его огневые точки.
24 июня 1944 года в составе группы одним из первых преодолел реку Западная Двина, захватил рубеж на левом берегу.
3 июля 1944 года бойцы 201-го гвардейского стрелкового полка отражали атаки гитлеровцев, пытавшихся вырваться из окружения у деревни Троицкое Полоцкого района Витебской области. В этих боях отличились однополчане Михаил Виноградов, Иван Жагренков и Фёдор Вознесенский.
Жагренков взял связки гранат, перевалился через бруствер и метнул их во вражеский танк. Сам Жагренков был сражён пулями вражеских автоматчиков. Похоронен на площади у Дома культуры в посёлке городского типа Ветрино Полоцкого района.
Звание Героя Советского Союза посмертно присвоено 24 марта 1945 года.